# Bertula contrastans
Bertula contrastans är en fjärilsart som beskrevs av George Francis Hampson. Bertula contrastans ingår i släktet Bertula och familjen nattflyn. Inga underarter finns listade i Catalogue of Life.